# UFC 298
UFC 298: Volkanovski vs. Topuria fue un evento  de artes marciales mixtas producido por Ultimate Fighting Championship que se llevó a cabo el 17 de febrero de 2024 en Anaheim, California, Estados Unidos.

## Antecedentes
El evento marcó la décima visita de la promoción a Anaheim y la primera desde UFC 270 en enero de 2022.
La pelea del Campeonato de peso pluma de UFC entre el hasta entonces campeón Alexander Volkanovski e Ilia Topuria encabezó el evento. Originalmente se esperaba que esta pelea encabezara UFC 297 un mes antes, pero fue pospuesta después de que Volkanovski fuera llevado a enfrentar al Campeón de peso ligero Islam Makhachev en UFC 294.
Una pelea de peso semipesado entre Zhang Mingyang y Brendson Ribeiro estaba programada originalmente para UFC Fight Night 233.  Sin embargo, la pelea se pospuso debido al cambio de ubicación del evento y a que los peleadores enfrentaron problemas de visa. 
Una pelea de peso mediano entre el ex-Campeón Mundial de Peso Mediano de UFC (además de ganador de peso wélter de The Ultimate Fighter: The Smashes) Robert Whittaker y el ex-retador titular Paulo Costa está programada llevarse a cabo en el evento. El par fue previamente programado para encabezar UFC on ESPN: Whittaker vs. Gastelum en abril de 2021, pero se retiró por una enfermedad. También fueron programados en UFC 284 en febrero de 2023, pero Costa desmintió el anuncio oficial de la promoción indicando que nunca había firmado un contrato y que la pelea no se llevaría a cabo.
Una pelea de peso wélter entre Geoff Neal e Ian Garry estaba programada para llevarse a cabo en el evento. Fue previamente programada para UFC 292 en agosto de 2023, pero Neal se retiró de la pelea por razones médicas no reveladas. Fueron reprogramados para UFC 299 pero la pelea se trasladó a este evento por razones desconocidas.
Una pelea de peso mediano entre el ex-campeón de peso mediano de LFA Anthony Hernandez y Ikram Aliskerov estaba programado para llevarse a cabo en el evento. Sin embargo, Aliskerov se retiró de la pelea por complicaciones relacionadas con una enfermedad y fue reemplazado por Roman Kopylov. El par estaba originalmente programado para enfrentarse en UFC Fight Night: Grasso vs. Shevchenko 2 luego de que Kopylov sirviera como reemplazo del oponente original de Hernandez Chris Curtis, pero Hernandez se retiró del evento y la pelea nunca se materializó.
Una pelea de peso pesado entre Justin Tafa y Marcos Rogério de Lima estaba programado para llevarse a cabo en el evento. Sin embargo, Tafa se retiró de la pelea el día anterior al evento por una lesión. Fue reemplazado por su hermano Junior Tafa.

## Resultados
1. ↑  Por el Campeonato Mundial de Peso Pluma de UFC.

## Bonificaciones
Los siguientes peleadores recibieron bonos de $50.000.
- Pelea de la Noche: Amanda Lemos vs. Mackenzie Dern
- Actuación de la Noche: Ilia Topuria, Anthony Hernandez y Zhang Mingyang.

## Pagos reportados
El siguiente es el pago informado a los luchadores publicado por la Comisión Atlética del Estado de California . No incluye dinero de patrocinadores y tampoco incluye los tradicionales bonos de "noche de pelea" de UFC. 
- Ilia Topuria: $350,000 (No incluye el bono de ganador) derr. Alexander Volkanovski: $750.000

- Robert Whittaker: $400,000 (incluye $100,000 de bonificación por victoria) vs. Paulo Costa: $250,000

- Merab Dvalishvili: $210,000 (incluye un bono de victoria de $105,000) derr. Henry Cejudo: $150.000

- Anthony Hernández: $132,000 (incluye un bono de victoria de $66,000) derr. Roman Kopylov: $80.000

- Amanda Lemos: $160,000 (incluye un bono de victoria de $80,000) derr. Mackenzie Dern: $200.000

- Marcos Rogério de Lima: $200,000 (incluye $100,000 de bono por victoria) derr. Tafa Júnior: $23,000

- Rinya Nakamura: $46,000 (incluye un bono de victoria de $23,000) derr. Carlos Vera: $12,000

- Zhang Mingyang: $20,000 (incluye $10,000 de bonificación por victoria) derr. Brendson Ribeiro: $10,000

- Danny Barlow: $20,000 (incluye $10,000 de bonificación por victoria) derr. Josh Quinlan: $12,000

- Oban Elliott: $20,000 (incluye $10,000 de bonificación por victoria) derr. Val Woodburn: $15.000

- Miranda Maverick: $150,000 (incluye un bono de victoria de $75,000) derr. Andrea Lee: $70.000